# North Eye
Le North Eye est un gratte-ciel en construction à Noida en Inde. Ils s'élèvera à 255 mètres. Son achèvement est prévu pour 2020. 